# Dorcus cylindricus
Dorcus cylindricus es una especie de coleóptero de la familia Lucanidae.

## Distribución geográfica
Habita en Kashmir, Kulu, Nepal.